# تشهار قلات (علي أباد ملك)
تشهار قلات (بالفارسية: چهارقلات) هي قرية تقع في إيران في قسم علي أباد ملك الريفي. يقدر عدد سكانها بـ 406 نسمة بحسب إحصاء 2016.